# Coloradia velda
Coloradia velda is een vlinder uit de familie nachtpauwogen (Saturniidae), onderfamilie Hemileucinae.
De wetenschappelijke naam van de soort is voor het eerst geldig gepubliceerd door J.W. Johnson & Walter in 1981.